# 江草仁貴
江草 仁貴（えぐさ ひろたか、1980年9月3日 - ）は、広島県福山市出身の元プロ野球選手（投手、左投左打）、野球指導者、野球解説者。株式会社キアン代表取締役。
妻は元バレーボール日本代表で、女子バレーボールクラブチーム・ヴィクトリーナ姫路監督の竹下佳江。マネジメント契約先はスポーツビズ。

## 経歴

### プロ入りまで
1980年に広島県福山市で生まれる。1998年の盈進高等学校3年の夏にはエースとして同高校の全国高等学校野球選手権広島大会準々決勝進出の原動力に。準々決勝の如水館戦でも好投するが0-1で敗れる。盈進高等学校から一般入試で専修大学に進学。3年時までは登板機会に恵まれなかったが、4年春の東都大学野球連盟2部リーグで5勝0敗の成績を残してMVP、最優秀投手を獲得し、入替戦でも駒大を相手に初戦完投勝利で1部昇格の原動力となった。2部リーグ通算11試合に登板、5勝0敗、防御率1.06。1部リーグ通算8試合に登板、1勝3敗、防御率2.75。
2002年のNPBドラフト会議で、自由枠制度によって阪神タイガースから指名。
契約金1億円、年俸1,500万円（金額は推定）という最高の条件で入団した。背番号は26。

### 阪神時代
2003年9月21日の対読売ジャイアンツ戦でプロ初登板。2004年はプロ初先発も経験し、9試合と少ない登板数ながら防御率2.76を記録。
2005年シーズン当初は敗戦処理要員だったがツーシームを武器に頭角を現し、ロングリリーフもできる貴重な中継ぎ左腕としてフル回転、チームのリーグ優勝に貢献した。5月6日の対北海道日本ハムファイターズ戦で3番手として登板してプロ初勝利を挙げた際には、「僕でいいんですかね」とコメントしている。同年は同僚のジェフ・ウィリアムスによって、桟原将司・橋本健太郎の2人と併せてSHEと命名された。しかし日本シリーズでは第2戦の8回にベニー・アグバヤニに対して、シリーズ1試合最多記録、シリーズ1イニング最多記録となる1打席3暴投を記録するなど活躍できなかった。
2006年より先発投手に転向。神宮球場での開幕3戦目、8回終了時点で9対0と圧倒。99球を投じて被安打4という完封ペースだったが、WBCへ参戦しながら無登板で調整の遅れていた抑えの久保田智之に調整登板させたい首脳陣の意向もあって、8回限りで降板した。同月3度目の先発となった16日の対広島戦では初完封の機会が巡ってきたものの、9回表に力尽きて2失点、味方打線は相手先発の黒田博樹から1点のみと援護にも恵まれなかったため、このシーズン唯一の完投ながら敗戦投手となっている。先発投手を6人で回すチーム事情もあって日曜日の試合に登板することが多く、「サンデー江草」と呼ばれた。また捕手との相性の関係で、主に浅井良とバッテリーを組んだ。4月こそ5登板で3勝と好調だったが、5月以降は5月27日の5勝目を最後に勝ち星から遠ざかった。6月下旬に久保田が右手骨折で離脱したことに伴い、シーズン途中から中継ぎに再転向した。しかし再転向後も精彩を欠き、登板機会が減った。同年12月1日に婚姻届を提出。
2007年は同じ左腕の井川慶が移籍したこともあり先発でスタートする予定だったが、最初の先発登板となるはずだった試合が雨で流れ、以降中継ぎでの登板になった。シーズン当初からビハインド時、同点時、リード時、JFKへのつなぎ役で50試合に登板して5勝0敗、防御率1.95を記録した。しかし、同年オフの契約更改では推定700万円（約27%）のアップを提示され保留、メディアに対し「3年間頑張ったら上がると聞いていて、今年が3年目。もうちょっと評価して欲しい」「誰とは言わないが野手でポンと上がっている選手がいる」とコメントするなど、リリーフ投手に対する球団の査定方法に疑問を呈した。最終的には3度目の交渉で合意。

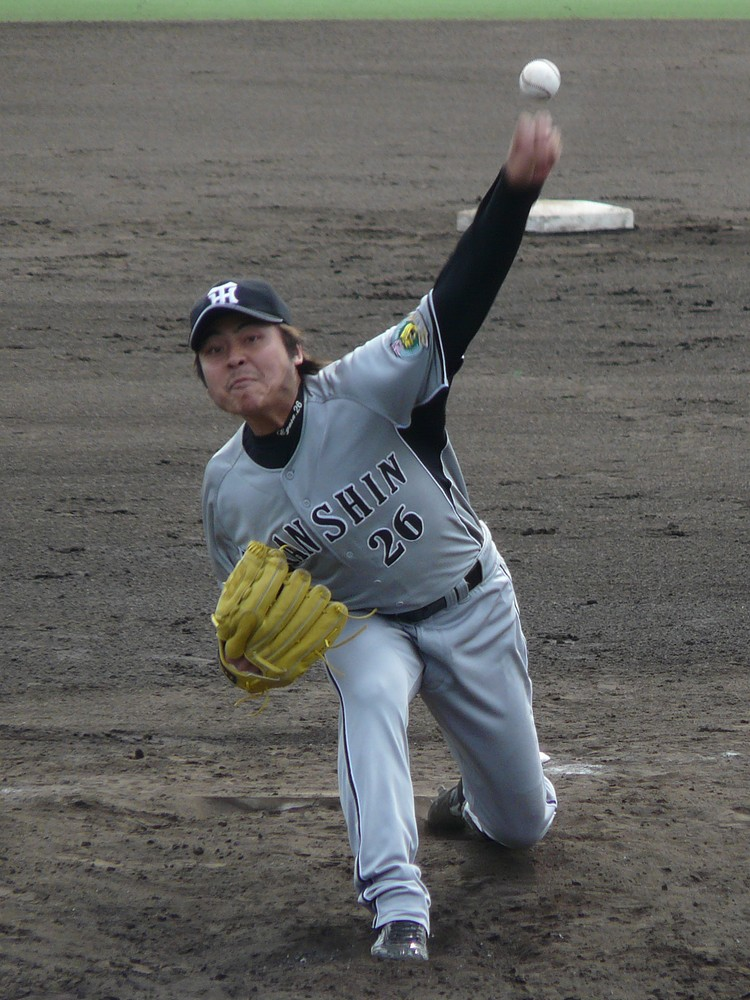
阪神時代

また、同年まではコンタクトレンズを着用してプレーしていたが、レーシック手術を受けて視力が回復した。両目共に視力が0.01から1.5になり、「花粉症でコンタクトレンズを付けているのに違和感があったけど、その心配がなくなった」「キャンプ中に涙目で投球練習を行う心配もなくなり、来年からに関しては心配ない」と語っている。
2008年は前年に続き、中継ぎで2年連続50試合以上登板し、好成績を残した。
2009年3月22日、広島市民球場の最後のプロ野球試合となった広島とのオープン戦で9回裏にリリーフ登板し、同球場のマウンドに最後に立った投手となった。同年は同じ中継ぎ左腕のウィリアムスが故障で離脱する中、62試合に登板。6月26日の対横浜ベイスターズ戦では6者連続三振の快投を演じるなど、シーズン中盤までは安定した成績を残す。ところが8月27日の対横浜戦では2死満塁の場面で登板しながら、押し出しとなる2四球・1死球を記録。9月3日には、対ヤクルト戦で2点を追う8回表の1イニングを託されるも、1被安打を挟む3四球の押し出しで1失点。この前々日（9月1日）でも3四球しており、夏場以降は制球難から四死球や痛打を受ける場面が増えた。
2010年は直球の球速が平均130km/h台半ばに低下し、制球難も克服できず、一軍と二軍を往復するシーズンとなった。一軍での登板は21試合にとどまった。
2011年は小嶋達也や榎田大樹ら若手投手が躍進し、阪神では一軍での出番が無くなった。

### 西武時代
2011年5月24日に、黒瀬春樹との交換トレードで埼玉西武ライオンズへ移籍した。背番号14を着用するなど、当時チームに足りていなかった左の中継ぎ要員として期待されたが、実際には一軍公式戦12試合の登板にとどまった。

### 広島時代

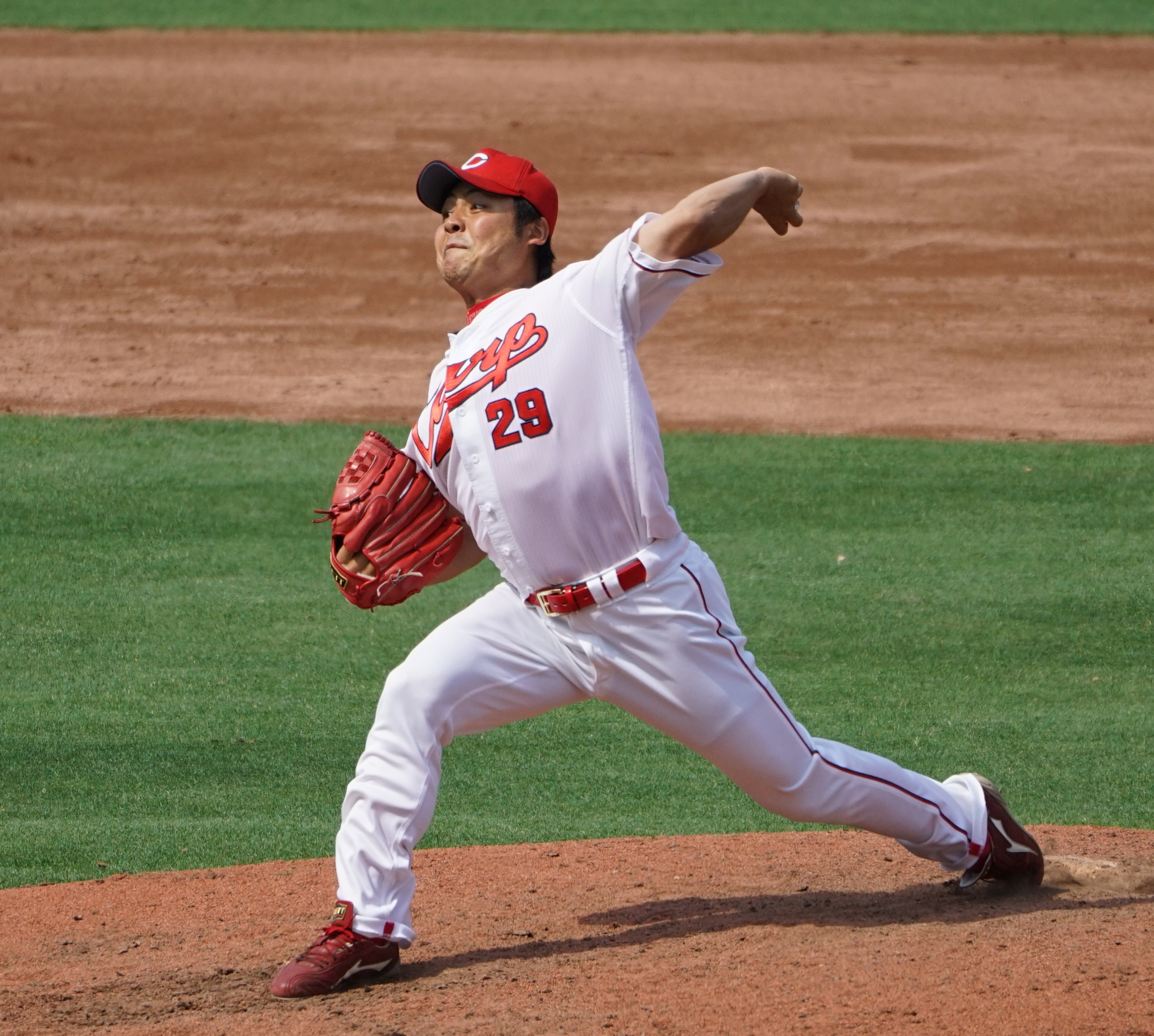
2017年6月10日

2012年3月10日に、嶋重宣との交換トレードで広島東洋カープへ移籍。阪神を離れてから1年足らずで、セントラル・リーグ加盟の球団に戻った。背番号は29。江草は広島県出身、嶋は西武の本拠地がある埼玉県の出身であることから、このトレードによって2人とも地元の球団へ初めて籍を置くことになった。貴重な中継ぎ左腕として26試合に登板、直球の球速も140km/h台半ばまで回復するも、防御率は4.43と不安定さが残った。8月11日にロンドンオリンピックでバレーボール全日本女子が銅メダルを獲得した直後、全日本にメンバーとして選ばれていた竹下佳江と江草が結婚していたことが報道された。8月24日に竹下と連名で、3月24日に入籍していたことを公表した。江草にとっては再婚になる。
2013年は5月にトミー・ジョン手術を受け3試合の登板に終わる。
2014年は8試合に登板。8月21日まで一軍昇格は遅れるも、CSにも登板。古巣である阪神との1stステージ第一戦の8回、広島に対して相性が良かった福留孝介に対してのワンポイントリリーフとして登板し、ショートライナーに仕留めている。
2017年には、一軍がセントラル・リーグ2連覇を決める直前の9月20日に現役引退を表明した。一軍公式戦やCSでの登板機会はなかったが、9月27日には、古巣・阪神とのウエスタン・リーグ公式戦（甲子園）で現役最終登板。自身と同じくこの年限りで現役を退く阪神時代のチームメイト・狩野恵輔との対戦で二塁打を浴びてマウンドを降りたが、試合後には広島ナインと阪神ナインから5度ずつ胴上げされた。12月2日付で、NPBから自由契約選手として公示。

### 現役引退後
現役時代から介護の仕事に関心を寄せてきたことを踏まえて、株式会社キアンを設立し、代表取締役に就任。広島球団の本拠地がある広島市内で、リハビリ型デイサービス事業所「レコードブック広島住吉町」の経営に携わった。
その一方で、2017年末には、学生野球資格の回復に向けた講習会を受講。2018年2月6日付で日本学生野球協会から回復に関する適性を認定されたため、同協会に加盟する高校・大学の硬式野球部で指導できるようになった。同年3月1日付で、阪神大学野球二部東リーグに属する大阪電気通信大学硬式野球部のコーチに就任。
2020年5月に、新型コロナウイルス感染拡大による利用者減少と高齢者への感染拡大の懸念を考えて、「レコードブック広島住吉町」の運営を福祉用品関連業者の株式会社フルケア（本社：広島県広島市西区）に譲渡した上で引き続きアドバイザーとして関わる一方、キアンはスポーツイベント企画・講演会、野球コーチ業・オンラインサロンの運営を中心に事業を行っている。
2020年10月、熊本ゴールデンラークスを母体として2021年に発足する独立リーグ球団の名称が公募で「火の国サラマンダーズ」と決定したが、この名称が江草からの投票によるものだったと報じられた。
2020年11月、自身のオンラインサロン【江草仁貴のスポーツキングダム】を立ち上げる。プラットホームはCampfire communityを使用している。江草仁貴のスポーツキングダムのリンク。特典としてオンラインサロン会員限定のFacebookグループに参加できる。Facebookグループリンク。ここでは、江草の日常を公開したり思考や人脈の共有をビジネスに繋げたり、オフ会などが開催されている。詳細リンク
2021年4月、地元福山市の放送局、FMふくやま(RadioBingo77.7MHz)で自身の冠番組である”江草仁貴の「夢を語れ」”を放送開始。第二回目・第三回目の放送では専修大学及び広島東洋カープの先輩でもある黒田博樹がゲストで出演した。その傍ら阪神OBとしてGAORA(主に二軍戦中継)の野球解説者としても活動している。
2021年シーズンオフ、翌2022年からの古巣・阪神の二軍投手コーチへの就任のオファーを受け、12月3日に就任が発表された。背番号は72。コーチ在任期間中もキアンの社長には留まるが、コーチ業との両立が困難なことから別途常勤の責任者を立てて業務・運営を継続する形態としている。また本人と企業のものを兼ねた公式ブログの更新も、一部をスタッフが執筆する形で継続されている。

## 詳細情報

### 年度別投手成績
| 年 度      | 球 団      | 登 板 | 先 発 | 完 投 | 完 封 | 無 四 球 | 勝 利 | 敗 戦 | セ 丨 ブ | ホ 丨 ル ド | 勝 率 | 打 者 | 投 球 回 | 被 安 打 | 被 本 塁 打 | 与 四 球 | 敬 遠 | 与 死 球 | 奪 三 振 | 暴 投 | ボ 丨 ク | 失 点 | 自 責 点 | 防 御 率 | W H I P |
| ---------- | ---------- | ----- | ----- | ----- | ----- | -------- | ----- | ----- | -------- | ----------- | ----- | ----- | -------- | -------- | ----------- | -------- | ----- | -------- | -------- | ----- | -------- | ----- | -------- | -------- | ------- |
| 2003       | 阪神       | 1     | 0     | 0     | 0     | 0        | 0     | 0     | 0        | --          | ----  | 15    | 3.0      | 4        | 1           | 2        | 0     | 1        | 5        | 0     | 0        | 2     | 2        | 6.00     | 2.00    |
| 2004       | 阪神       | 9     | 1     | 0     | 0     | 0        | 0     | 0     | 0        | --          | ----  | 72    | 16.1     | 21       | 1           | 5        | 0     | 1        | 13       | 3     | 0        | 5     | 5        | 2.76     | 1.59    |
| 2005       | 阪神       | 51    | 0     | 0     | 0     | 0        | 4     | 3     | 0        | 6           | .571  | 306   | 70.2     | 65       | 4           | 28       | 3     | 2        | 74       | 7     | 0        | 24    | 21       | 2.67     | 1.32    |
| 2006       | 阪神       | 36    | 12    | 1     | 0     | 0        | 5     | 6     | 0        | 5           | .455  | 416   | 96.2     | 89       | 5           | 46       | 1     | 6        | 85       | 3     | 0        | 44    | 38       | 3.54     | 1.40    |
| 2007       | 阪神       | 50    | 0     | 0     | 0     | 0        | 5     | 0     | 0        | 5           | 1.000 | 269   | 60.0     | 57       | 4           | 33       | 3     | 4        | 82       | 1     | 0        | 16    | 13       | 1.95     | 1.50    |
| 2008       | 阪神       | 55    | 0     | 0     | 0     | 0        | 3     | 1     | 0        | 9           | .750  | 251   | 58.1     | 55       | 3           | 29       | 1     | 1        | 54       | 3     | 0        | 18    | 18       | 2.78     | 1.44    |
| 2009       | 阪神       | 62    | 0     | 0     | 0     | 0        | 4     | 5     | 0        | 11          | .444  | 274   | 63.0     | 50       | 3           | 40       | 0     | 2        | 65       | 5     | 2        | 21    | 19       | 2.71     | 1.43    |
| 2010       | 阪神       | 21    | 0     | 0     | 0     | 0        | 1     | 0     | 0        | 2           | 1.000 | 89    | 19.1     | 22       | 1           | 13       | 2     | 0        | 15       | 1     | 0        | 12    | 11       | 5.12     | 1.81    |
| 2011       | 西武       | 12    | 0     | 0     | 0     | 0        | 0     | 1     | 0        | 3           | .000  | 41    | 8.0      | 7        | 0           | 9        | 1     | 0        | 6        | 0     | 0        | 8     | 5        | 5.63     | 2.00    |
| 2012       | 広島       | 26    | 0     | 0     | 0     | 0        | 0     | 0     | 0        | 5           | ----  | 86    | 20.1     | 17       | 2           | 9        | 0     | 0        | 15       | 0     | 1        | 11    | 10       | 4.43     | 1.28    |
| 2013       | 広島       | 3     | 0     | 0     | 0     | 0        | 0     | 1     | 0        | 0           | .000  | 17    | 3.0      | 6        | 2           | 1        | 0     | 0        | 1        | 0     | 0        | 5     | 3        | 9.00     | 2.33    |
| 2014       | 広島       | 8     | 0     | 0     | 0     | 0        | 0     | 0     | 0        | 1           | ----  | 29    | 6.2      | 6        | 0           | 3        | 0     | 0        | 6        | 0     | 0        | 2     | 2        | 2.70     | 1.35    |
| 2015       | 広島       | 7     | 0     | 0     | 0     | 0        | 0     | 0     | 0        | 0           | .000  | 35    | 8.0      | 7        | 0           | 4        | 0     | 1        | 7        | 0     | 0        | 2     | 2        | 2.25     | 1.38    |
| 2016       | 広島       | 8     | 0     | 0     | 0     | 0        | 0     | 0     | 0        | 1           | .000  | 38    | 9        | 8        | 1           | 4        | 0     | 1        | 5        | 0     | 0        | 6     | 6        | 6.00     | 1.33    |
| 通算：14年 | 通算：14年 | 349   | 13    | 1     | 0     | 0        | 22    | 17    | 0        | 48          | .564  | 1938  | 442.1    | 414      | 27          | 226      | 11    | 19       | 433      | 23    | 3        | 176   | 155      | 3.15     | 1.45    |

### 記録
初記録
投手記録
- 初登板：2003年9月21日、対読売ジャイアンツ26回戦（東京ドーム）、4回裏に2番手で救援登板、3回2失点
- 初奪三振：同上、4回裏に清原和博から見逃し三振
- 初先発：2004年10月2日、対広島東洋カープ26回戦（広島市民球場）、7回1失点
- 初ホールド：2005年4月17日、対中日ドラゴンズ3回戦（ナゴヤドーム）、4回裏に2番手で救援登板、1回無失点
- 初勝利：2005年5月6日、対北海道日本ハムファイターズ1回戦（札幌ドーム）、7回裏2死から救援登板、1/3回無失点
- 初先発勝利：2006年4月2日、対東京ヤクルトスワローズ3回戦（明治神宮野球場）、8回1失点
- 初完投：2006年4月16日、対広島東洋カープ5回戦（阪神甲子園球場）、9回2失点で敗戦投手

打撃記録
- 初安打：2006年4月30日、対東京ヤクルトスワローズ6回戦（阪神甲子園球場）、5回裏に藤井秀悟から左前安打
- 初打点：2006年6月11日、対西武ライオンズ6回戦（阪神甲子園球場）、2回裏に西口文也から右前適時打

### 背番号
- 26（2003年 - 2011年5月24日）
- 14（2011年5月25日 - 2012年3月9日）
- 29（2012年3月14日 - 2017年）
- 72（2022年 - ）

### 登場曲
- 怒りの獣神（『獣神ライガー』オープニングテーマ）- 弘妃由美

## 関連情報
ラジオ
- 江草仁貴の夢を語れ（2021年4月5日 - 、FMふくやま77.7MHz）メインパーソナリティー 毎週月曜19:30 - 20:00